# Shinmai Maō no Testament
Shinmai Maō no Testament (jap. 新妹魔王の契約者, Shinmai Maō no Tesutamento, dt. „Testament [契約者 keiyaku·sha= Pakt- bzw. Vertragspartner] des neue-jüngere-Schwester-Dämonenkönigs“), mit dem Nebentitel Testament of Sister New Devil, ist eine japanische Light-Novel-Reihe von Tetsuto Uesu mit Illustrationen von Nekosuke Ōkuma. Das seit 2012 erscheinende Werk wurde auch als Manga und Anime adaptiert.
Von der Reihe haben sich bis Ende 2014 mehr als 1,3 Millionen Buchexemplare verkauft.

## Handlung
Dem Schüler Basara Tōjō wird eines Tages aus heiterem Himmel von seinem Vater Jin Tōjō mitgeteilt, dass dieser erneut heiraten werde und seine neue Mutter, die jedoch momentan im Ausland sei, zwei Töchter mit in die Ehe bringt: Mio und Maria Naruse. Diese ziehen auch sofort bei ihnen ein und nach einigen Startschwierigkeiten verstehen er und sie sich recht gut. Als sein Vater aufgrund seines Berufs als Fotograf ebenfalls beruflich weg muss und Basara mit seinen beiden neuen Schwestern allein ist, enthüllen sich beide als Dämonen: Mio ist die zukünftige Dämonenkönigin und Maria ein Sukkubus und Mios Leibwächterin. Maria sagt, dass sie Basaras Vater die Erinnerungen an seine zukünftige Frau nur eingepflanzt hat und sie nun Basaras Erinnerungen an sie löschen werden, um Basaras Haus zu ihrem neuen Heim zu machen. Dies schlägt jedoch fehl, da Basara wie auch sein Vater, der von all dem wusste, ausgestoßene Mitglieder des Heldenclans sind. Sein Vater teilt ihm mit, dass Mio die Tochter des früheren Dämonenkönigs sei und vom jetzigen verfolgt werde. Basara entschließt sich daher, Mio und Maria trotzdem als Schwestern anzuerkennen und sie vor anderen Dämonen und dem Heldenclan zu schützen. An Mios Schule, auf die er versetzt wurde, trifft er seine frühere Kindheitsfreundin Yuki Nonaka, die vom Heldenclan zur Beobachtung Mios abgestellt wurde, und nun zwischen ihrer Liebe zu Basara und ihrer Loyalität zu ihrem Clan hin- und hergerissen ist.

## Charaktere
Basara Tōjō (東城 刃更, Tōjō Basara)
Sprecher: Yūichi Nakamura (Japanisch), Oliver Scheffel (Deutsch)
Basara ist der Protagonist der Handlung, besucht die 10. Klasse und ist ein früheres Mitglied des Heldenclans. Er besitzt die Fähigkeit Banishing Shift (無次元の執行, Banishingu Shifuto, dt. „Vollstreckung der Dimensionslosigkeit“), die ihm erlaubt, jede gegen ihn gerichtete Magie zu neutralisieren. In seiner Kindheit galt er daher als vielversprechendstes Talent des Clans. Vor fünf Jahren nahm jedoch ein böser Geist Besitz von mehreren Mitgliedern seines Dorfs und richtete ein Massaker an. Als er seine Kindheitsfreundin Yuki retten wollte, geriet seine Fähigkeit jedoch außer Kontrolle und tötete mehrere Mitglieder seines Dorfs. Daher wurde er aus dem Heldenclan ausgestoßen und er selber trug ein Trauma davon, das ihn an der Ausübung seiner Fähigkeit hindert.
Er entscheidet sich, Mio und Maria trotz deren Identität als Dämonen zu helfen; zum einen wegen Mios Vorgeschichte als auch, weil er weiß, dass beide nichts Böses wollten, da sie auch mit Gewalt hätten versuchen können, sein Haus in Beschlag zu nehmen, aber die sanfte Methode der Erinnerungsmanipulation bevorzugten. Er kämpft mit seinem magischen Schwert Brynhildr und seiner hohen Geschwindigkeit.
Als Maria vorschlägt, einen Meister-Diener-Pakt mit Mio als Meisterin einzugehen, der beiden erlauben würde, die Position des jeweils anderen zu kennen und die Kampffertigkeiten verbessert, wird dieser jedoch von Maria überraschend so aufgesetzt, dass Basara schließlich Mios Meister wird. Später nach Mio noch Yuki, Kurumi und Zest hinzu. Da der Pakt von der Sukkubi Maria beschworen wird, geht damit einher das die Stärke der Verbesserung der Kampffertigkeiten davon abhängt wie stark die sexuelle Beziehung zwischen Basara und den Mädchen ist.
Mio Naruse (成瀬 澪, Naruse Mio)
Sprecher: Ayaka Asai (Japanisch), Katharina von Daake (Deutsch)
Mio ist die Tochter des früheren Dämonenkönigs Wilbert. Sie wuchs bei einer menschlichen Familie auf, ohne zu wissen, dass sie eine Dämonin ist, bis ihre Ziehfamilie sechs Monate vor Einsetzen der Handlung von Getreuen des neuen Dämonenkönigs ermordet wurde. Dieser will sie töten, um an die Macht des vorigen Dämonenkönigs zu kommen. Mit Maria war sie dann das folgende halbe Jahr auf der Flucht, bis sie bei Basara unterkam. Sie hat einen sturen Charakter und entwickelt Gefühle für Basara. Sie wird anfangs ungewollt die Untergebene von Basara in einem Meister-Diener-Pakt. Mio kämpft mit Zaubern.
Yuki Nonaka (野中 柚希, Nonaka Yuki)
Sprecher: Sarah Emi Bridcutt
Yuki ist Basaras und Mios Klassenkameradin und wurde vom Heldenclan mit der Aufgabe betraut, Mio zu überwachen. Sie ist von Kindesbeinen an in Basara verliebt, umso mehr, als dieser ihr das Leben rettete und dafür verstoßen wurde, wofür sie sich Vorwürfe macht. Aufgrund dessen hat sie einen zurückgezogenen Charakter, abgesehen davon, wenn sie mit Basara spricht. Als sie vom Heldenclan die Aufgabe bekommt, Mio zu entledigen, und sich damit gegen Basara stellen müsste, schließt sie sich ihm schließlich an und geht ebenfalls einen Meister-Diener-Pakt mit ihm ein. Sie kämpft mit dem Geistschwert Sakuya (咲夜).
Maria Naruse (成瀬 万理亜, Naruse Maria)
Sprecher: Kaori Fukuhara (Japanisch), Mia Maron (Deutsch)
Maria ist ein junger Sukkubus. Sie wurde von der moderaten Fraktion unter den Dämonen entsandt, um Mio zu beschützen, und würde ihr Leben für sie geben. Als Sukkubus hat sie einen schelmischen Charakter und liebt es, Basara und die Mädchen in sexuell kompromittierende und peinliche Situationen zu bringen. Trotz ihrer zierlichen Gestalt ist sie eine äußerst starke waffenlose Nahkämpferin, insbesondere, wenn sie mit sexueller Energie aufgeladen wurde.
Kurumi Nonaka (野中 胡桃, Nonaka Kurumi)
Sprecher: Iori Nomizu
Kurumi ist Yukis jüngere Schwester, die sie sehr verehrt. Als solche hegte sie einen Groll gegen Basara, da Yuki nach seiner Verbannung jahrelang unter Selbstvorwürfen litt. Sie öffnet sich ihm jedoch langsam wieder, als sie sieht, dass er auch gleichermaßen darunter litt, und geht später selbst einen Meister-Diener-Pakt mit ihm ein. Sie ist auf das Beschwören von Naturgeistern spezialisiert.
Zest (ゼスト, Zesuto)
Sprecher: Seiko Yoshida
Zest war die rechte Hand des Dämonen Zolgear, der auch ihr Erschaffer gewesen ist. Als dessen Dienerin unterstützte sie zunächst dessen Vorhaben, die geerbten Kräfte Mios an sich bringen zu können, um selbst Dämonenkönig zu werden. Bei der Observierung von Mio und Basara entwickelte sie einen gewissen Neid auf deren Meister-Diener-Beziehung. Nach Zolgears Niederlage wird sie später ebenfalls eine Dienerin Basaras.
Chisato Hasegawa (長谷川 千里, Hasegawa Chisato)
Sprecher: Yū Asakawa
Chisato ist die attraktive Krankenschwester an Mios und Basaras Schule. Sie steht Basara oft mit Rat zur Seite und weiß um seine Natur. Tatsächlich ist sie jedoch kein Mensch, sondern wurde vom Himmel geschickt, um Mio zu überwachen. Ihr richtiger Name ist Afureia. Es stellt sich heraus, dass sie Basaras Tante ist und dass diese sich dazu verpflichtete, ihn nach deren Tod zu beschützen. Dabei hegt sie offenbar tiefe Gefühle für ihn und versucht ihn auch in entsprechenden Situationen zu verführen.
Yahiro Takigawa (滝川 八尋, Takigawa Yahiro)/Lars (ラース, Rāsu)
Sprecher: Tomokazu Sugita
Yahiro ist der erste Freund, den Basara an seiner neuen Schule findet. Es stellt sich jedoch heraus, dass er ein Dämon namens Lars ist, der vom Dämonenkönig damit beauftragt wurde, Mio zu überwachen. Er wird jedoch von Basara bei dem Versuch enttarnt, Mios Dämonenkraft vollständig zu erwecken. Durch sein Versagen würde Lars in der Dämonenwelt selbst große Probleme bekommen, was wiederum dazu führen würde, dass er als Mios Beobachter von einem anderen, womöglich noch stärkeren Dämon ersetzt werden würde. Basara macht ihm daher den Vorschlag, zu beider Nutzen eine Allianz einzugehen, um den Status quo beizubehalten, worauf Lars eingeht und Basara öfters mit Informationen versorgt.
Jin Tōjō (東城 迅, Tōjō Jin)
Sprecher: Keiji Fujiwara (Japanisch), Mike Carl (Deutsch)
Jin ist Basaras Vater, der als einer der stärksten Helden gilt und selbst von den Dämonen gefürchtet ist. Er schloss sich Basaras Verbannung an und arbeitet nun nach außen als Fotograf. Er wusste um Mios Situation und entschied sich daher, ihr zu helfen, als er sie traf, indem er vorspielte, dass Marias Gedächtnismanipulation bei ihm eine Wirkung hätte.

## Veröffentlichung
Die Light-Novel-Reihe wird von Tetsuto Uesu geschrieben und erscheint seit dem 29. September 2012 beim Light-Novel-Imprint Sneaker Bunko des Verlags Kadokawa Shoten. Sie stellt damit Uesus erstes Werk bei diesem Verlag dar, nachdem seine vorigen Romane, wie auch die parallel laufende Reihe Hagure Yūsha no Aesthetica, bei Hobby Japans HJ Bunko veröffentlicht wurden. Die Illustrationen zu Shinmai Maō no Testament stammen von Nekosuke Ōkuma. Bisher erschienen zehn Bände (Stand: Oktober 2017):
1. ISBN 978-4-04-100495-1, 29. September 2012
2. ISBN 978-4-04-100670-2, 31. Januar 2013
3. ISBN 978-4-04-100860-7, 1. Juni 2013
4. ISBN 978-4-04-101061-7, 1. November 2013
5. ISBN 978-4-04-101297-0, 1. April 2014
6. ISBN 978-4-04-101433-2, 1. September 2014
7. ISBN 978-4-04-102268-9, 27. Dezember 2014, ISBN 978-4-04-102577-2 (mit Blu-ray), 23. Juni 2015
8. ISBN 978-4-04-102576-5, 1. Juli 2015
9. ISBN 978-4-04-103747-8, 1. Dezember 2015
10. ISBN 978-4-04-103748-5, 1. Februar 2017

Daneben stammen von Tamazō Yanagi mit Illustrationen von Miyako Kashiwa die Spin-off-Light-Novels Shinmai Maō no Testament Light! (新妹魔王の契約者 LIGHT!) vom 30. September 2015, ISBN 978-4-04-103691-4 und Shinmai Maō no Testament Sweet! (新妹魔王の契約者 SWEET!) vom 1. August 2016, ISBN 978-4-04-104654-8. In dieser steht das Alltagsleben der Figuren im Vordergrund.

### Liste der Manga-Bände
| Band                                      | Japan            | Japan                   | Deutschland      | Deutschland             |
| Band                                      | Veröffentlichung | ISBN                    | Veröffentlichung | ISBN                    |
| ----------------------------------------- | ---------------- | ----------------------- | ---------------- | ----------------------- |
| 1                                         | 26. Okt. 2013    | ISBN 978-4-04-120879-3. | 5. Nov. 2015     | ISBN 978-3-7704-8782-0. |
| 2                                         | 26. Feb. 2014    | ISBN 978-4-04-121039-0. | 14. Jan. 2016    | ISBN 978-3-7704-8783-7. |
| 3                                         | 26. Aug. 2014    | ISBN 978-4-04-101902-3. | 3. März 2016     | ISBN 978-3-7704-8784-4. |
| 4                                         | 26. Dez. 2014    | ISBN 978-4-04-101907-8. | 4. Mai 2016      | ISBN 978-3-7704-9120-9. |
| 5                                         | 26. März 2015    | ISBN 978-4-04-102789-9. | 1. Juli 2016     | ISBN 978-3-7704-9121-6. |
| 6                                         | 26. Sep. 2015    | ISBN 978-4-04-102790-5. | 1. Sep. 2016     | ISBN 978-3-7704-9122-3. |
| 7                                         | 26. Feb. 2016    | ISBN 978-4-04-102791-2. | 3. Nov. 2016     | ISBN 978-3-7704-9264-0. |
| 8                                         | 26. Aug. 2016    | ISBN 978-4-04-104535-0. | 2. Feb. 2017     | ISBN 978-3-7704-9265-7. |
| 9                                         | 25. Juli 2017    | ISBN 978-4-04-104536-7. | 1. Feb. 2018     | ISBN 978-3-7704-9449-1. |
| The Testament of Sister New Devil: Storm! |                  |                         |                  |                         |
| 1                                         | 29. Sep. 2014    | ISBN 978-4-592-14038-2. |                  | ─                       |
| 2                                         | 27. Feb. 2015    | ISBN 978-4-592-14039-9. |                  |                         |
| 3                                         | 26. Sep. 2015    | ISBN 978-4-592-14040-5. |                  |                         |
| 4                                         | 29. Jan. 2016    | ISBN 978-4-592-14093-1. |                  |                         |
| 5                                         | 29. Aug. 2016    | ISBN 978-4-592-14094-8. |                  |                         |

## Adaptionen

### Manga
Zu den Romanen entstanden zwei Manga-Reihen. In Kadokawa Shotens Manga-Magazin Shōnen Ace erschien vom 25. Mai 2013 (Ausgabe 7/2013) bis 26. April 2017 (Ausgabe 6/2017) eine von Miyako Kashiwa gezeichnete Umsetzung. Die Kapitel wurden in neun Sammelbänden (Tankōbon) zusammengefasst. Der siebte Band erhielt als Extra eine Blu-ray.
Der Manga wurde in den USA von Seven Seas lizenziert und wird seit Februar 2016 verlegt.
Auf Deutsch erschien die Serie vom 5. November 2015 bis 1. Februar 2018 bei Egmont Manga.
Beim Verlag Hakusensha lief im Magazin Young Animal Arashi vom 7. Februar 2014 (Ausgabe No. 3/2014) bis 6. Mai 2016 (No. 6/2016)  ein Spin-off namens Shinmai Maō no Testament: Arashi! (新妹魔王の契約者・嵐!), mit dem englischen Untertitel The testament of sister new devil another side story [Arasi!]. Zu dieser von Fumihiro Kiso gezeichneten Fassung erschienen fünf Sammelbände. Dieser Manga stellt die Figur des Sukkubus Maria stärker in den Vordergrund und ist damit erotischerer Natur. In den USA erscheint dieser seit dem 26. September 2017 bei Seven Seas.

### Anime
Studio Production IMS adaptierte das Werk als Anime-Fernsehserie unter der Regie von Hisashi Saitō und dem Character Design von Yoshihiro Watanabe.
Die 12 Folgen, die die ersten drei Romanbände abdecken, wurden vom 8. Januar bis 26. März 2015 nach Mitternacht (und damit am vorigen Fernsehtag) auf Tokyo MX ausgestrahlt sowie mit bis zu einer Woche Versatz auch auf Sun TV, AT-X, Gifu Hōsō, Mie TV, BS11, TV Saitama, Chiba TV, TV Kanagawa und TVQ Kyūshū. Die Folgen werden ab 27. März bis 28. August 2015 zudem auf sechs DVDs/Blu-rays als Director’s Cut mit zusätzlichen nicht ausgestrahlten Szenen veröffentlicht.
Die zweite Staffel, Shinmai Maō no Testament BURST, mit weiteren 10 Folgen wurde vom 10. Oktober bis 12. Dezember 2015 nach Mitternacht auf Tokyo MX erstausgestrahlt, sowie mit Versatz auch auf AT-X, BS11, TV Saitama, Chiba TV, TV Kanagawa, Sun TV, Gifu Hōsō, Mie TV und TVQ Kyūshū. Diese deckt die Romanbände vier bis sieben ab.
Der limitierte achte Romanband vom 23. Juni 2015 und siebte Mangaband vom 26. Januar 2016 enthielten je eine weitere Bonusfolge (OVA).
Crunchyroll streamt die Serie unter dem Titel The Testament of Sister New Devil bzw. The Testament of Sister New Devil BURST als Simulcast mit deutschen, englischen, französischen, portugiesischen und spanischen Untertiteln in Europa, Nord- und Südamerika, Südafrika und den Nahen Osten.
Beide Staffeln des Animes und beide OVAs sind in Deutschland von peppermint anime lizenziert worden und wurden vom 11. Mai bis 5. August 2016 auf ProSieben Maxx ausgestrahlt. Im Fernsehen wurde die erste Staffel nur in der unzensierten TV-Fassung ausgestrahlt, ist aber auf DVD und Blu-ray im längeren Director’s Cut erhältlich.
Die OVA "The Testament of Sister New Devil: Departures" wurde ebenfalls von  peppermint anime lizenziert und am 5. Juli 2019 auf  ProSieben Maxx ausgestrahlt.

#### Musik
Die Soundtrack zur Serie stammt von Yasuharu Takanashi. Als Vorspanntitel der ersten Staffel wird Blade of Hope, gesungen von sweet ARMS, verwendet und im Abspann Still Sis, gesungen von Kaori Sadohara. In der zweiten Staffel wird im Vorspann Over The Testament Ver. 1 bis Over The Testament Ver. 5 von Metamorphose featuring Yoko Ishida, Metamorphose featuring Kaori Oda, Metamorphose featuring Aki Misato, Metamorphose featuring Megumi Ogata bzw. Metamorphose. Der Abspann war Temperature von Dual Flare (Yuki Yamada und Natsuki Yamada).